# Kerek ráspolygomba
A kerek ráspolygomba (Basidioradulum radula ) a Schizoporaceae családba tartozó, Európában és Észak-Amerikában honos, lombos fák elhalt vagy meggyengült ágain, törzsén élő, nem ehető gombafaj. 

## Megjelenése
A kerek ráspolygomba termőteste az aljzatra rásimuló bevonatként jelenik meg, mérete 3-25 (30) cm. Eleinte kis kerek foltokat alkot, majd szabálytalanul szétterjed, a szomszédos termőtestek összeolvadhatnak, nagyobb területen is. Színe piszkosfehér, okkersárga, halvány sárgásbarna, a széle krémfehér. 
Termőrétegét max. 5 mm hosszú tompa tüskék alkotják. 
Húsa fehéres, szaga és íze nem jellegzetes.
Spórapora fehér. Spórája hengeres vagy kolbász alakú, sima, inamiloid, mérete 9-11 x 3-3,5 µm.

### Hasonló fajok
A barnás fogasvargomba hasonlíthat hozzá.

## Elterjedése és termőhelye
Európában és Észak-Amerikában honos.
Elhalt vagy meggyengült lombos fák (pl. cseresznye vagy nyírfa) ágain, törzsén él, azok anyagát bontja. Márciustól decemberig látható. 

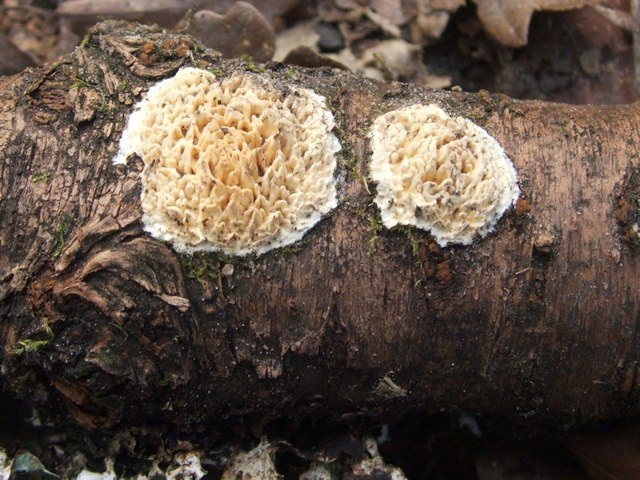
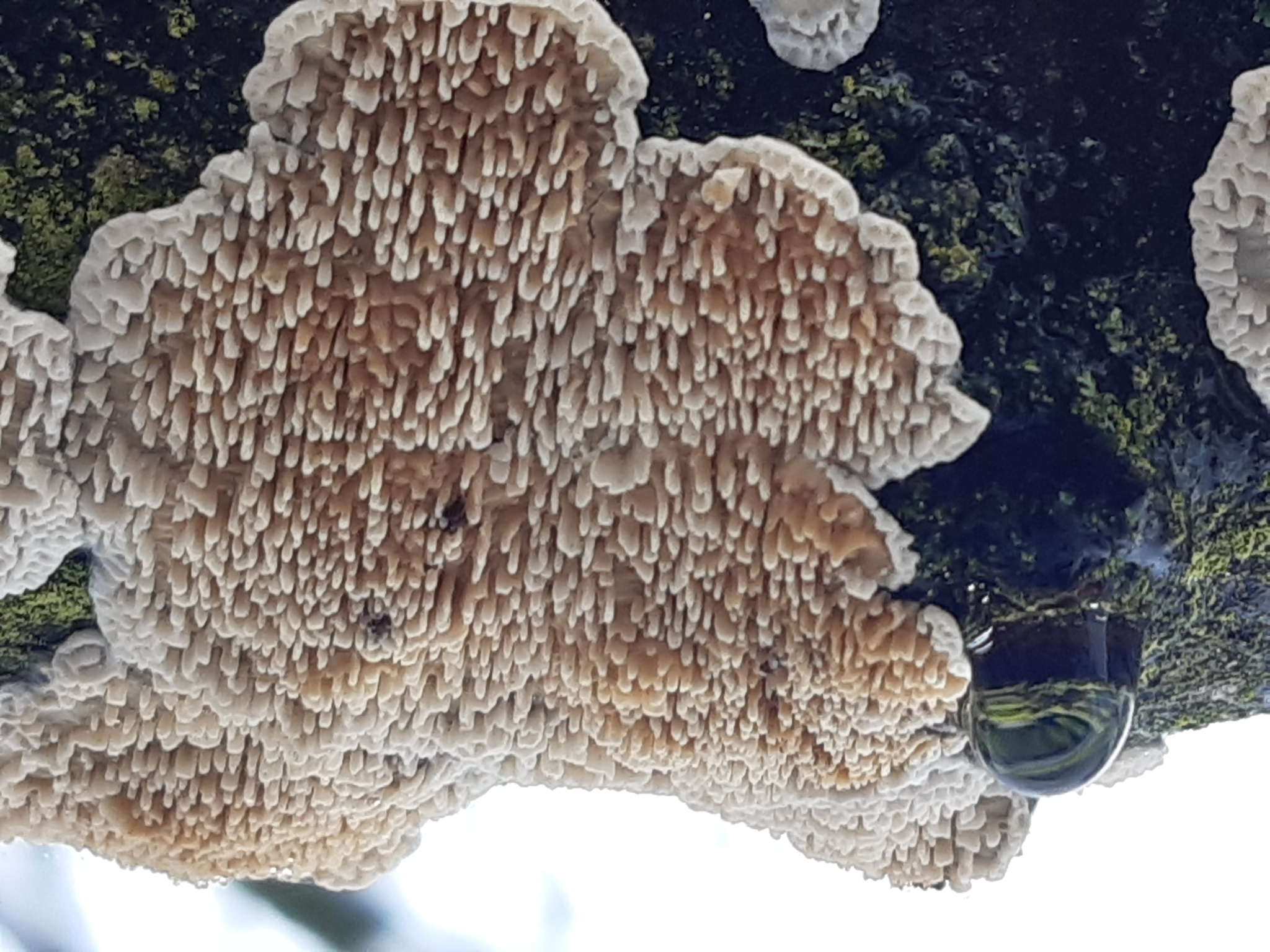
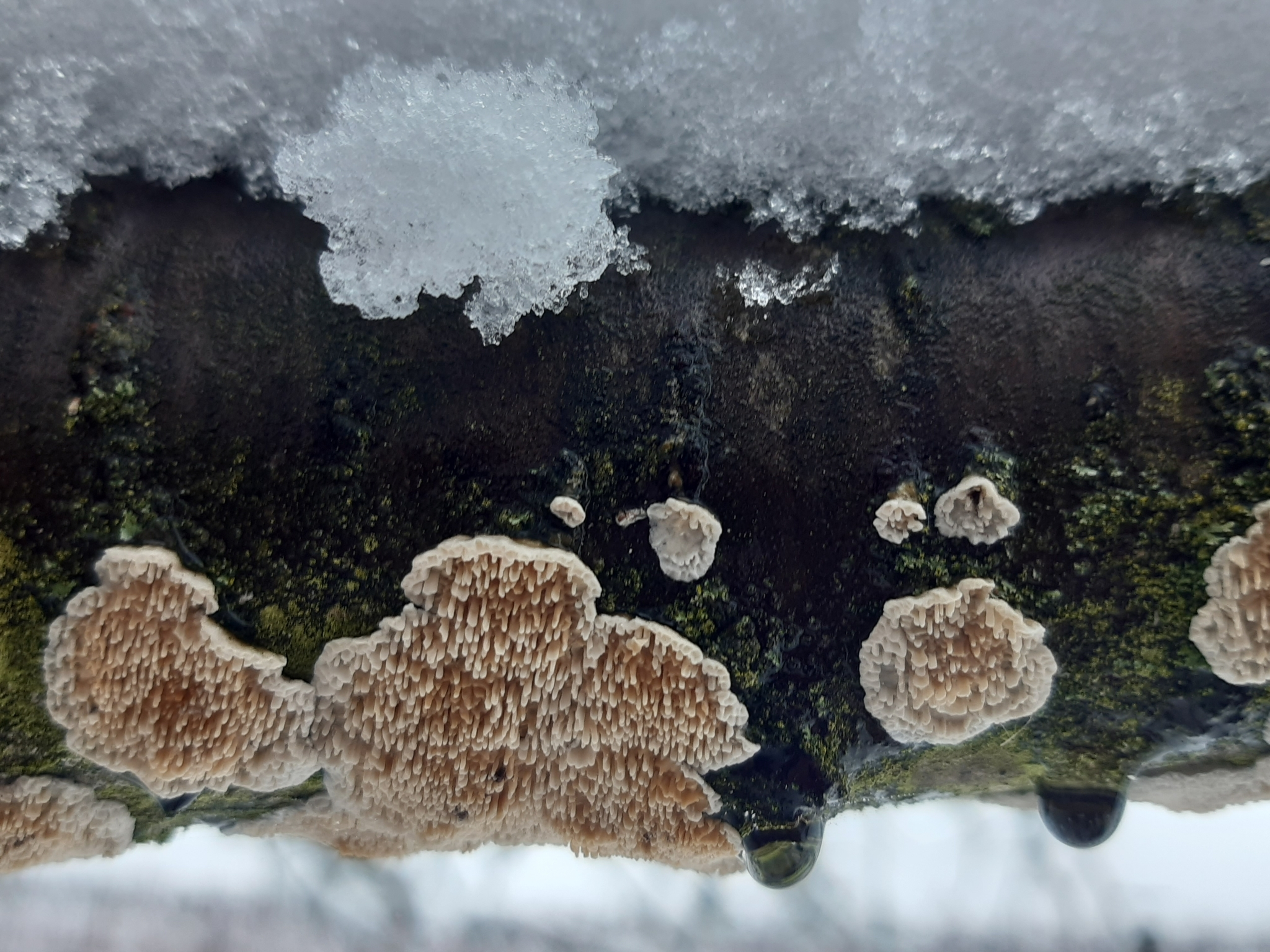
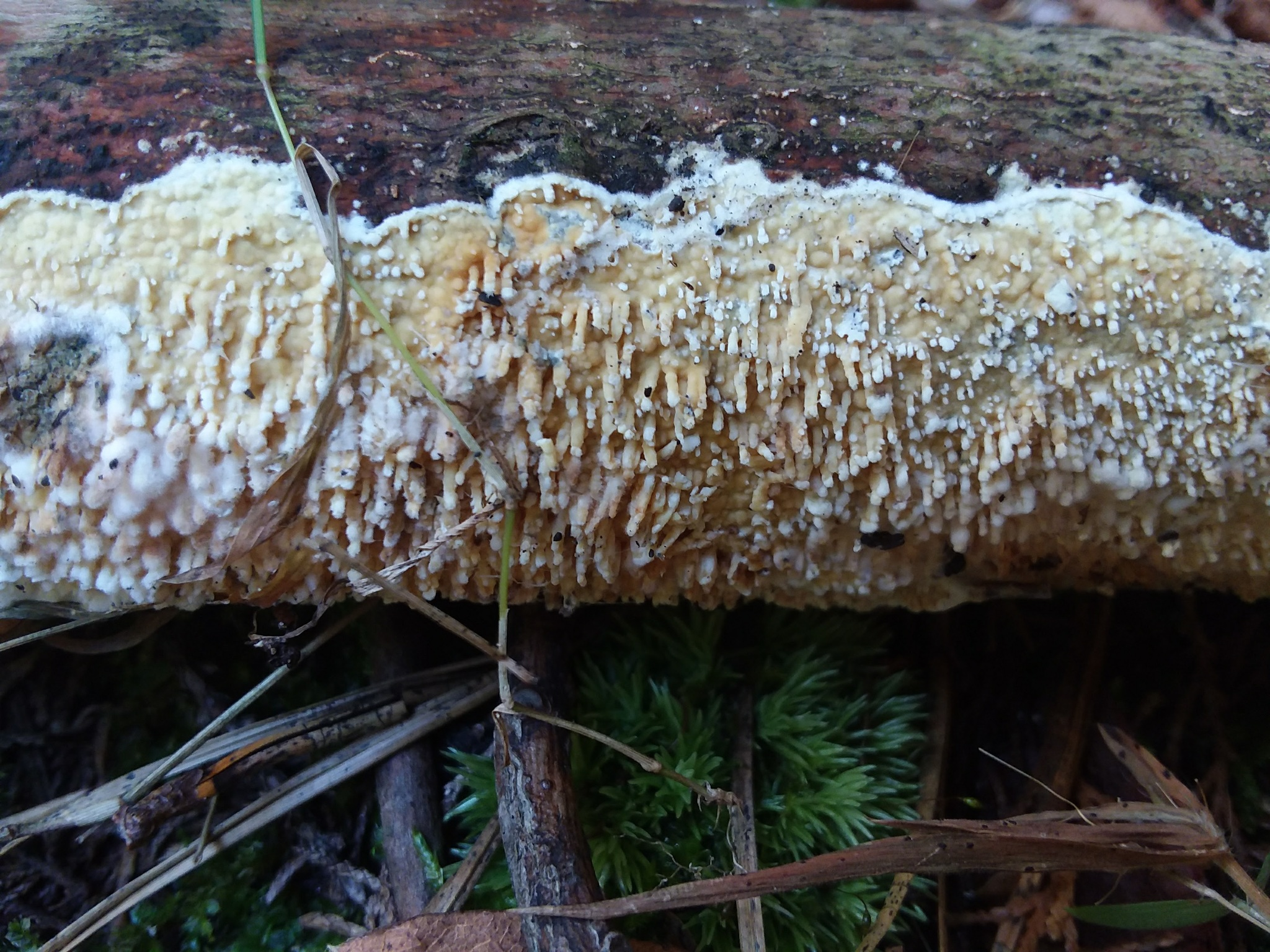
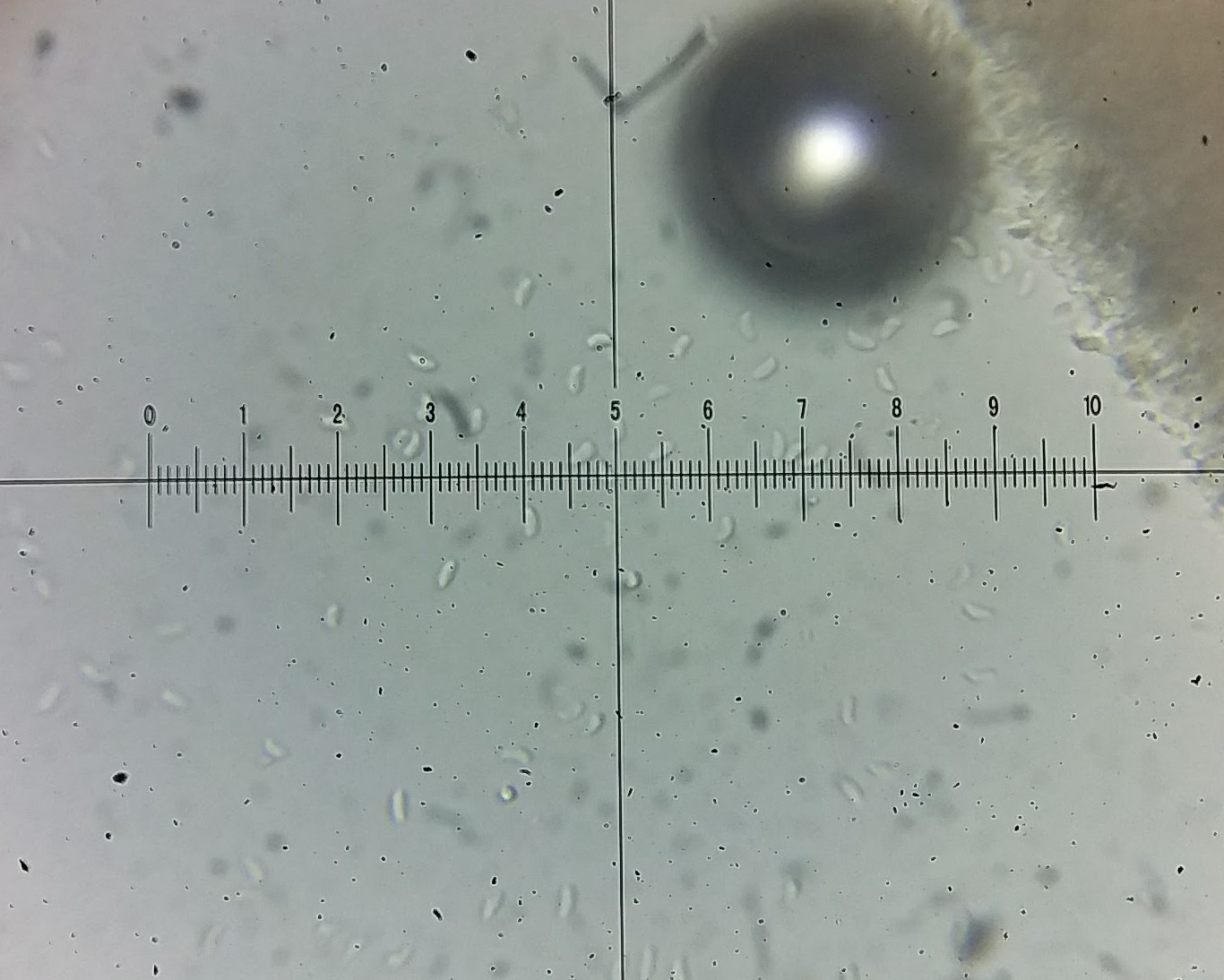

Nem ehető.  